# Kajotbet Hockey Games 2013
Kajotbet Hockey Games 2013 spelades mellan den 25 och 28 april 2013 i Tjeckien och i Sverige.  Turneringen ingick i Euro Hockey Tour som brukar erkännas som ett inofficiellt Europamästerskap i ishockey. I turneringen deltog landslagen från Finland, Ryssland, Sverige och Tjeckien. Den utbrutna matchen mellan Sverige och Ryssland spelades i Jönköping och Kinnarps Arena. Övriga matcher spelas i Brno, Tjeckien i Kajot Arena.
Sverige vann tre matcher och vann turneringen för Ryssland. Tjeckien placerade sig på tredje plats med Finland på fjärde plats.

## Tabell
|          | S | V | VÖ | FÖ | F | GM | IM | P |
| -------- | - | - | -- | -- | - | -- | -- | - |
| Sverige  | 3 | 3 | 0  | 0  | 0 | 7  | 3  | 9 |
| Ryssland | 3 | 1 | 1  | 0  | 1 | 6  | 6  | 5 |
| Tjeckien | 3 | 1 | 0  | 0  | 2 | 4  | 5  | 3 |
| Finland  | 3 | 0 | 0  | 1  | 2 | 4  | 7  | 1 |

## Resultat
Alla matchtider är lokala tider, UTC+1.
| 25 april 2013 19:00 | Sverige | 4 − 2 1−0, 3−2, 0−0 | Ryssland | Kinnarps Arena, Jönköping, Sverige |

|  |  | Matchsummering |  | Åskådare: 5 282 |  |
|  |  |                |  |                 |  |

| 25 april 2013 18:00 | Finland | 2 − 3 0−0, 1−2, 1−1 | Tjeckien | Kajot Arena, Brno, Tjeckien |

|  |  | Matchsummering |  | Åskådare: 5 864 |  |
|  |  |                |  |                 |  |

| 27 april 2013 14:00 | Tjeckien | 0 − 1 0−1, 0−0, 0−0 | Sverige | Kajot Arena, Brno, Tjeckien |

|  |  | Matchsummering |  | Åskådare: 5 932 |  |
|  |  |                |  |                 |  |

| 27 april 2013 18:00 | Ryssland | 2 − 1 (str.) 0−1, 0−0, 1−0, 0−0, 1−0 | Finland | Kajot Arena, Brno, Tjeckien |

|  |  | Matchsummering |  | Åskådare: 3 826 |  |
|  |  |                |  |                 |  |

| 28 april 2013 14:00 | Sverige | 2 − 1 1−1, 1−0, 0−0 | Finland | Kajot Arena, Brno, Tjeckien |

|  |  | Matchsummering |  | Åskådare: 5 226 |  |
|  |  |                |  |                 |  |

| 28 april 2013 18:00 | Tjeckien | 1 − 2 1−0, 0−2, 0−0 | Ryssland | Kajot Arena, Brno, Tjeckien |

|  |  | Matchsummering |  | Åskådare: 7 200 |  |
|  |  |                |  |                 |  |